# Theneuille
Theneuille é uma comuna francesa na região administrativa de Auvérnia-Ródano-Alpes, no departamento Allier. Estende-se por uma área de 40,82 km². Em 2010 a comuna tinha 377 habitantes (densidade: 9,2 hab./km²).